# Ельза Моранте

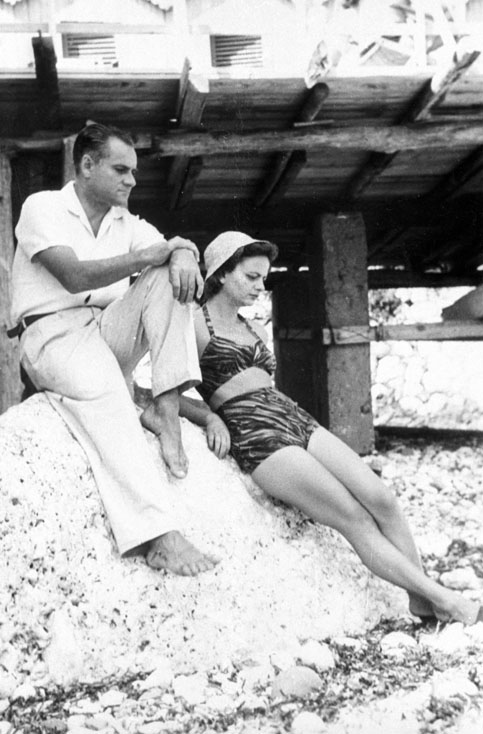
Ельза Моранте з Альберто Моравіа на острові Капрі, 1940 рр.

Ельза Моранте (італ. Elsa Morante; *18 серпня 1912, Рим — †25 листопада 1985) — італійська письменниця, насамперед відома своїм романом про Другу світову війну «Історія» (La storia, 1974).

## Життєпис
Ельза Моранте народилася в Римі в 1912 році, і за винятком періоду Другої світової війни, жила у своєму рідному місті до своєї смерті в 1985 році. Позашлюбна дочка вчительки єврейського походження, згодом удочерена. З 1933 року почала публікувати в журналах прозу для дітей.
У 1936 році познайомилася з Альберто Моравіа, в 1941-му вийшла за нього заміж (подружжя розлучилося 1961 року). На час війни переїхала з Рима в невелике містечко Фонді, неподалік від Кассіно. Перекладала прозу Кетрін Менсфілд. У 1983 році вчинила спробу самогубства. Померла від наслідків хірургічної операції після перенесеного широкого інфаркту.
З написаного Моранте найвідомішим є роман про Другу світову війну «Історія» (La storia, 1974), за яким режисер Луїджі Коменчині зняв телевізійний фільм (1989 рік, у головній ролі Клаудія Кардинале). На вірші Моранте писали музику Ганс Вернер Хенце, Франко Донатоні та інші композитори.

## Твори
- Il mondo salvato dai ragazzini (1968, книга для дітей)
- Menzogna e sortilegio (1948, роман, премія Віареджо)
- L'isola di Arturo (1957, роман, премія Стрега)
- La bellissime avventure di Cater? Dalla Trecciolina (1942, оповідання для дітей)
- Alibi (1958, вірші)
- La Storia (1974, роман)
- Aracoeli (1982, роман, премія Медічі)
- Lo scialle andaluso (1963)
- Il gioco segreto (1941, книга для дітей)